# Torneo Centroamericano 1976
El Torneo Centroamericano 1976 fue la novena edición del Torneo Centroamericano de la Concacaf, torneo de fútbol a nivel de clubes de Centroamérica y que contó con la participación de 6 equipos de la región. El ganador estaría en la fase final de la Copa de Campeones de la Concacaf 1976.
El CD Águila de El Salvador fue el campeón tras vencer en la final al Diriangén FC de Nicaragua.

## Equipos participantes
En cursiva los equipos debutantes en el torneo.
| País                  | Equipo               |
| --------------------- | -------------------- |
| El Salvador · 2 cupos | CD Águila Alianza FC |
| Honduras 2 cupos      | CD España CD Olimpia |
| Guatemala · 1 cupo    | Aurora FC            |
| Nicaragua · 1 cupo    | Diriangén FC         |

## Primera ronda

### Grupo 1
Jugado en San Salvador, El Salvador.
| Equipo  | Pts. | PJ | PG | PE | PP | GF | GC | Dif |
| ------- | ---- | -- | -- | -- | -- | -- | -- | --- |
| Águila  | 4    | 2  | 2  | 0  | 0  | 3  | 1  | +2  |
| Aurora  | 1    | 2  | 0  | 1  | 1  | 2  | 3  | -1  |
| Alianza | 1    | 2  | 0  | 1  | 1  | 1  | 2  | -1  |

#### Partidos
| 20 de junio de 1976 | Águila          | 2:1 | Aurora  | Estadio Flor Blanca, San Salvador |  |
|                     | Pineda · Zapata |     | Morales |                                   |  |

| 27 de junio de 1976 | Aurora  | 1:1 | Alianza  | Estadio Flor Blanca, San Salvador |  |
|                     | Morales |     | Guerrero |                                   |  |

| 4 de julio de 1976 | Alianza | 0:1 | Águila | Estadio Flor Blanca, San Salvador |  |
|                    |         |     | Díaz   |                                   |  |

### Grupo 2
Jugado en Honduras.
| Equipo  | Pts. | PJ | PG | PE | PP | GF | GC | Dif |
| ------- | ---- | -- | -- | -- | -- | -- | -- | --- |
| España  | 3    | 2  | 1  | 1  | 0  | 1  | 0  | +1  |
| Olimpia | 1    | 2  | 0  | 1  | 1  | 0  | 1  | -1  |

#### Partidos
| 5 de septiembre de 1976 | Olimpia | 0:0 | España | Estadio Nacional, Tegucigalpa |  |

| 19 de septiembre de 1976 | España       | 1:0 (0:0) | Olimpia | Estadio Francisco Morazán, San Pedro Sula |  |
|                          | Ferreira 64' |           |         |                                           |  |

## Semifinal
| 10 de octubre de 1976                                                   | Diriangén | w/o | España | Estadio Colegio La Salle, Diriamba |  |
| España se retiró y por lo tanto el Diriangén clasificó automáticamente. |           |     |        |                                    |  |

## Final

### Ida
| 2 de noviembre de 1976 | Diriangén   | 1:6 | Águila                 | Estadio Colegio La Salle, Diriamba |  |
|                        | Desconocido |     | Zapata · Desconocido/s |                                    |  |

### Vuelta
| 21 de noviembre de 1976 | Águila                                        | 5:1 (Global 11:2) | Diriangén   | Estadio Migueleño, San Miguel |  |
|                         | Díaz · Méndez · Pineda · Zapata · Desconocido |                   | Desconocido |                               |  |

## Campeón
Águila
Campeón
1° título